# Place-d'Armes (metrostation)
Place-d'Armes is een metrostation in het stadsdeel Ville-Marie van de Canadese stad Montréal. Het station werd geopend op 14 oktober 1966 en wordt bediend door de oranje lijn van de metro van Montréal.